# Pseudobarbus burchelli
Pseudobarbus burchelli là một loài cá vây tia trong họ Cyprinidae. P. burchellilà loài đặc trưng trong chi Pseudobarbus. Loài P. burgi có quan hệ mật thiết với loài này.
Nó là loài đặc hữu của tỉnh Western Cape của Nam Phi.